# Thomas Minder
Pour les articles homonymes, voir Minder.
Thomas Minder, né le 26 décembre 1960 à Schaffhouse (originaire de Bienne), est un entrepreneur et homme politique suisse.
Il siège au Conseil des États de décembre 2011 à décembre 2023.

## Biographie
Thomas Minder naît le 26 décembre 1960 à Schaffhouse. Il est originaire de Bienne, dans le canton de Berne.
Il étudie au terme de sa scolarité obligatoire à l'École supérieure de commerce de Neuchâtel. Après avoir travaillé deux ans dans l'import et l'export pour un chapelier parisien, il complète ses études avec un MBA de l'université Fordham de New York. 
Il est gérant et président du conseil d'administration de la société de cosmétiques Trybol AG, basée à Neuhausen am Rheinfall.  En 2001, la faillite de Swissair provoque la rupture d'un contrat d'un demi-million de francs que la compagnie aérienne avait avec la société, plaçant celle-ci dans une situation financière très difficile[réf. nécessaire].
Dans l'armée suisse, il est premier-lieutenant, commandant d'une compagnie de fusiliers. Célibataire[réf. nécessaire], il vit à Neuhausen am Rheinfall.

## Parcours politique
Il dit avoir été marqué par  la faillite de Swissair en 2001 et dira que l'attitude de ses derniers dirigeants — qui se versent à l'avance plusieurs années de salaire alors que leur compagnie est en faillite — l'a scandalisé et a changé « [son] regard sur le monde des affaires et la politique fédérale ».
Il est connu au niveau national pour avoir déposé en 2008 une initiative populaire fédérale « contre les rémunérations abusives », approuvée par le peuple et les cantons le 3 mars 2013. Il est aussi l'élément déclencheur du vote d'une loi fédérale afin de mieux protéger la marque Suisse (de)[réf. nécessaire].
Il est élu aux élections fédérales de 2011 comme conseiller aux États sans étiquette politique, représentant le canton de Schaffhouse ; il siège au sein du groupe parlementaire de l'Union démocratique du centre. Avant son élection, il n'a occupé aucune fonction politique. Il siège au sein des commissions de la politique de sécurité (CPS), qu'il préside de fin 2019 à fin 2021, des affaires juridiques (CAJ), des institutions politiques (CIP) et, à partir de 2015, de politique extérieure (CPE).
En 2023, il finit troisième au premier tour et n'est finalement pas réélu, laissant sa place au socialiste Simon Stocker.

## Profil politique
En 2013, il figure dans le top 10 des personnalités politiques préférées des Suisses selon un sondage du Matin.
En 2014, il apporte son soutien à l'initiative populaire fédérale de l'association Ecopop pour limiter l'immigration et la surpopulation, afin de protéger la nature et limiter le besoin de constructions nouvelles. Il se déclare très à droite en matière d'asile, mais se positionne à gauche en matière d'énergie et d'environnement.